# Ranilug (gmina)
Ranilug (srb. Ранилуг, alb. Ranillugu) – gmina w Kosowie w regionie Gnjilane. Ma około 78 km² powierzchni i jest zamieszkana przez 3 785 osób (szacunki na 2020 rok). Głównym miastem jest Ranilug.
Według spisu powszechnego z 2011 roku gmina zamieszkana była przez 3 692 Serbów i 164 Albańczyków.
Gospodarka gminy jest oparta na produkcji nabiału, mleka, sera oraz niewielkich biznesach.